# Philippe de Hurges
Philippe de Hurges ou de Hurgues, né à Arras en 1585 et mort à Tournai le 27 juin 1643, est un échevin et juristconsulte de la ville de Tournai. Voyageur et chroniqueur, ses écrits fournissent un témoignage très précis sur son époque, en particulier sur la ville de Tournai et la Principauté de Liège.

## Biographie

### Éléments biographiques
La vie de Philippe de Hurges n'est connue que par les quelques éléments autobiographiques figurant dans ses écrits.
Philippe de Hurges est né à Arras en 1585 dans une famille d'extraction noble originaire de Mons. Docteur ès droit et jusristconsulte, il est échevin de Tournai de mai 1609 à mai 1611 où il épouse en 1610 la fille du superintendant des monnaies. Il compte ensuite parmi les douze jurés de la ville jusque 1613 puis occupe à plusieurs reprises entre 1616 et 1622 le poste de juré aux collèges de magistrats  de Tournai (les « Consaux »). Il smble avoir pas mal voyagé, notamment en compagne de son père, décrivant un déplacement en Italie, comparant les remparts de Lyon, Rome et Parme.
Il meurt et est enseveli à Tournai le 27 juin 1643, ainsi qu'en témoigne sa pierre tombale.

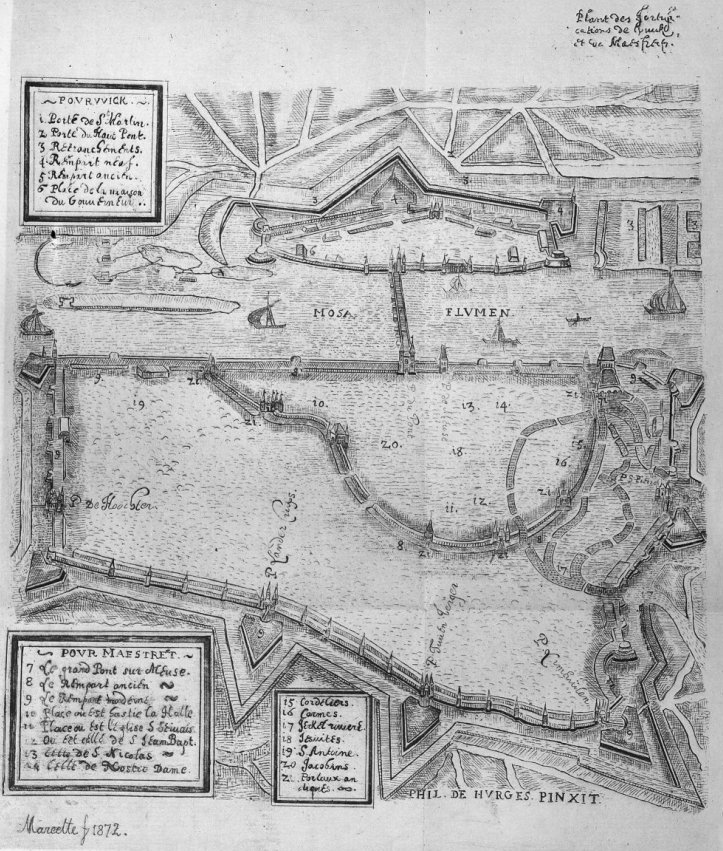
Plan de Maastricht par Philippe de Hurges, 1615

### Chroniques
Sa fonction d'échevin à Tournai lui fournit matière à des « Mémoires d'eschevin » instructives sur le mode de fonctionnement et de gestion des services d'une ville au début du  et XVIIIe siècle. Le témoignage qu'il rapporte sur son voyage à en 1615 à Liège, permet lui d'écrire avec plus de précision l'histoire de la Ville de Liège. À propos de cette dernière il écrit que « le palais du prince Liégeois qui se void joignant saint Lambert est plus accomply que n'est le Louvre et que ne sont les Tuileries à Paris » et comparant le caractère des habitants de différentes villes, que « les Parisiens sont séditieux à merveille, les Liègeois sont les plus mutins de tous les peuples d'Occident, exceptez les Gantois seulement ; de sorte que ces deux villes, qui sont des plos grandes de l'Europe, s'entre-ressemblent et en assiete et structure, et aux humeurs et inclinations de leurs habitans ».

## Publications
- Voyage de Philippe de Hurges à Liége et à Maestrect en 1615 publié par H. Michelant, Liège, Grandmont-Donders, coll. « Société des bibliophiles liégeois » (no 11), 1872, 399 p. (lire en ligne)